# دورورث
دورورث (به هلندی: Doorwerth) یک منطقهٔ مسکونی در هلند است که در رنکوم واقع شده‌است. دورورث ۴٬۸۸۷ نفر جمعیت دارد.